# Aschberg
L'Aschberg (nome ufficiale in tedesco: Große Aschbergschanze, "trampolino lungo Aschberg") era un trampolino situato a Klingenthal, nell'allora Germania Est.

## Storia
Aperto nel 1959 in sostituzione dello smantellato trampolino Curt A. Seydel, l'impianto ha ospitato varie edizioni dei Campionati tedeschi orientali di sci nordico e una tappa della Coppa del Mondo di salto con gli sci nel 1986. Dopo la sua chiusura, avvenuta nel 1989, è rimasto attivo un trampolino piccolo K40, il Kleine Aschbergschanze.

## Caratteristiche
Il trampolino lungo, dopo l'ultimo ampliamento, aveva il punto K a 102 m; il primato di distanza appartiene al tedesco orientale Jens Weißflog (107,5 m nel 1985).